# Kardzhali
Kardzhali (tiếng Bulgaria: Кърджали, Kǎrdžali; tiếng Thổ Nhĩ Kỳ: Kırcaali; tiếng Hy Lạp: Κάρτζαλι, Kártzali), đôi ghi được ghi là Kardzali hay Kurdzhali, là một thị trấn ở dãy Rhodope thuộc Bulgaria, là thủ phủ của tỉnh Kardzhali. Gần nơi này có hồ chứa nước Kardzhali.

## Tên gọi
Thị trấn này được đặt theo tên nhà chinh phục người Ottoman Kırca Ali (bao gồm cái tên Kırca tiếng Thổ Nhĩ Kỳ và tên Ali tiếng Ả Rập).

## Địa lý
Kardzhali nằm ở phần mạn đông thấp hơn của dãy Rhodope, trên hai bờ của con sông Arda, giữa hồ chứa nước Kardzhali ở phía tây và hồ Studen Kladenets về phía đông. Thị trấn cách Sofia 260 km (162 mi) về phía đông nam.

### Khí hậu
Kardzhali có khí hậu cận nhiệt đới ẩm (Cfa) theo phân loại khí hậu Köppen.
| Dữ liệu khí hậu của Kardzhali (2000–)   | Dữ liệu khí hậu của Kardzhali (2000–) | Dữ liệu khí hậu của Kardzhali (2000–) | Dữ liệu khí hậu của Kardzhali (2000–) | Dữ liệu khí hậu của Kardzhali (2000–) | Dữ liệu khí hậu của Kardzhali (2000–) | Dữ liệu khí hậu của Kardzhali (2000–) | Dữ liệu khí hậu của Kardzhali (2000–) | Dữ liệu khí hậu của Kardzhali (2000–) | Dữ liệu khí hậu của Kardzhali (2000–) | Dữ liệu khí hậu của Kardzhali (2000–) | Dữ liệu khí hậu của Kardzhali (2000–) | Dữ liệu khí hậu của Kardzhali (2000–) | Dữ liệu khí hậu của Kardzhali (2000–) |
| Tháng                                   | 1                                     | 2                                     | 3                                     | 4                                     | 5                                     | 6                                     | 7                                     | 8                                     | 9                                     | 10                                    | 11                                    | 12                                    | Năm                                   |
| --------------------------------------- | ------------------------------------- | ------------------------------------- | ------------------------------------- | ------------------------------------- | ------------------------------------- | ------------------------------------- | ------------------------------------- | ------------------------------------- | ------------------------------------- | ------------------------------------- | ------------------------------------- | ------------------------------------- | ------------------------------------- |
| Cao kỉ lục °C (°F)                      | 20.6 (69.1)                           | 22.3 (72.1)                           | 27.0 (80.6)                           | 33.0 (91.4)                           | 33.5 (92.3)                           | 38.0 (100.4)                          | 43.2 (109.8)                          | 42.0 (107.6)                          | 36.5 (97.7)                           | 36.1 (97.0)                           | 28.9 (84.0)                           | 27.0 (80.6)                           | 43.2 (109.8)                          |
| Trung bình ngày tối đa °C (°F)          | 7.0 (44.6)                            | 9.0 (48.2)                            | 13.6 (56.5)                           | 18.1 (64.6)                           | 23.5 (74.3)                           | 27.8 (82.0)                           | 31.5 (88.7)                           | 31.5 (88.7)                           | 26.5 (79.7)                           | 20.1 (68.2)                           | 14.5 (58.1)                           | 8.2 (46.8)                            | 19.3 (66.7)                           |
| Trung bình ngày °C (°F)                 | 2.4 (36.3)                            | 3.8 (38.8)                            | 7.8 (46.0)                            | 12.0 (53.6)                           | 16.9 (62.4)                           | 21.2 (70.2)                           | 23.5 (74.3)                           | 23.7 (74.7)                           | 20.0 (68.0)                           | 14.1 (57.4)                           | 9.1 (48.4)                            | 3.0 (37.4)                            | 13.5 (56.3)                           |
| Tối thiểu trung bình ngày °C (°F)       | −2.1 (28.2)                           | −1.0 (30.2)                           | 2.5 (36.5)                            | 6.5 (43.7)                            | 10.5 (50.9)                           | 14.3 (57.7)                           | 16.5 (61.7)                           | 16.5 (61.7)                           | 12.5 (54.5)                           | 8.3 (46.9)                            | 4.0 (39.2)                            | 0.5 (32.9)                            | 7.5 (45.5)                            |
| Thấp kỉ lục °C (°F)                     | −17.8 (0.0)                           | −19.5 (−3.1)                          | −18.0 (−0.4)                          | −8.2 (17.2)                           | −1.6 (29.1)                           | 1.0 (33.8)                            | 4.2 (39.6)                            | 5.6 (42.1)                            | 2.1 (35.8)                            | −5.0 (23.0)                           | −9.5 (14.9)                           | −19.5 (−3.1)                          | −19.5 (−3.1)                          |
| Lượng Giáng thủy trung bình mm (inches) | 44.6 (1.76)                           | 53.9 (2.12)                           | 44.3 (1.74)                           | 60.0 (2.36)                           | 59.4 (2.34)                           | 55.7 (2.19)                           | 53.2 (2.09)                           | 36.7 (1.44)                           | 24.7 (0.97)                           | 44.9 (1.77)                           | 67.4 (2.65)                           | 75.8 (2.98)                           | 620.6 (24.43)                         |
| Số ngày giáng thủy trung bình           | 11.9                                  | 10.9                                  | 10.1                                  | 9.0                                   | 9.4                                   | 6.0                                   | 4.1                                   | 2.2                                   | 5.0                                   | 9.2                                   | 7.7                                   | 13.0                                  | 98.5                                  |
| Độ ẩm tương đối trung bình (%)          | 81.7                                  | 77.5                                  | 74.2                                  | 71.6                                  | 69.2                                  | 67.1                                  | 59.3                                  | 57.3                                  | 65.1                                  | 75.8                                  | 78.8                                  | 83.7                                  | 71.8                                  |
| Số giờ nắng trung bình tháng            | 86                                    | 112                                   | 165                                   | 188                                   | 256                                   | 301                                   | 327                                   | 308                                   | 231                                   | 163                                   | 113                                   | 76                                    | 2.326                                 |
| Nguồn: Climatebase.ru                   |                                       |                                       |                                       |                                       |                                       |                                       |                                       |                                       |                                       |                                       |                                       |                                       |                                       |